# باربرا آن سكوت
باربرا آن سكوت (بالإنجليزية: Barbara Ann Scott) (و. 1928 – 2012 م) هي متزلجة فنية كندية، ولدت في أوتا، شاركت في الألعاب الأولمبية الشتوية 1948، توفيت في جزيرة اميليا، عن عمر يناهز 84 عاماً، بسبب مرض.

## الحياة والمهنة
ولدت سكوت في 9 مايو 1928،الابنة الوحيدة للعقيد في الجيش الكندي كلايد رذرفورد سكوت وماري من ساندي هيل، أوتاوا. وكان لها شقيقان أكبر منها من زواج والدتها الأول.
بدأت سكوت بالتزلج في سن السابعة في نادي مينتو للتزلج على الجليد بتدريب أوتو جولد وشيلدون جالبريث.باربرا آن سكوت“.

## جوائز
حصلت على جوائز منها:
- جائزة بوبي روزنفيلد
- وسام أونتاريو
- قاعة كندا للمشاهير الرياضية [الإنجليزية]‏
- قاعة أونتاريو للمشاهير الرياضية [الإنجليزية]‏
- شارع المشاهير الكندي [الإنجليزية]‏ (1998)

## وصلات خارجية
- باربرا آن سكوت على موقع IMDb (الإنجليزية)
- باربرا آن سكوت على موقع الموسوعة البريطانية (الإنجليزية)
- باربرا آن سكوت على موقع مونزينجر (الألمانية)
- باربرا آن سكوت على موقع قاعدة بيانات الفيلم (الإنجليزية)
- باربرا آن سكوت على موقع اللجنة الأولمبية الدولية (الإنجليزية)
- باربرا آن سكوت على موقع أوليمبيديا (الإنجليزية)
- باربرا آن سكوت على موقع اللجنة الأولمبية الكندية (الإنجليزية)
- باربرا آن سكوت على موقع قاعة كندا للمشاهير الرياضية (الإنجليزية)
- باربرا آن سكوت على موقع قاعة أونتاريو للمشاهير الرياضية (مؤرشف) (الإنجليزية)
- باربرا آن سكوت في قاعدة بيانات الأفلام على الإنترنت
- باربرا آن سكوت  على موقع SportsReference  - سبورتس رفرنس